# Oswaldella billardi
Oswaldella billardi är en nässeldjursart som beskrevs av Briggs 1939. Oswaldella billardi ingår i släktet Oswaldella och familjen Kirchenpaueriidae.
Artens utbredningsområde är Södra Ishavet. Inga underarter finns listade i Catalogue of Life.